# أوغوستين أورزي
أوغوستين أورزي (بالإسبانية: Agustín Urzi) (مواليد 4 مايو 2000) هو لاعب كرة قدم أرجنتيني يلعب كمهاجم في نادي بانفيلد.

## روابط خارجية
- أوغوستين أورزي على موقع قاعدة بيانات كرة القدم.إي يو (الإنجليزية)
- أوغوستين أورزي على موقع Soccerway.com (الإنجليزية)
- أوغوستين أورزي على موقع عالم كرة القدم.نت (الإنجليزية)
- أوغوستين أورزي على موقع اللجنة الأولمبية الدولية (الإنجليزية)
- أوغوستين أورزي على موقع أوليمبيديا (الإنجليزية)
- أوغوستين أورزي على موقع اللجنة الأولمبية الأرجنتينية (الإسبانية)